# Артёмовка (Кировоградская область)
Артёмовка (укр. Артемівка) — бывшее село в Петровском районе Кировоградской области Украины.
Исключено из учетных данных решением Кировоградского областного совета от 20 мая 2016 года.
Население по переписи 2001 года составляло 19 человек. Почтовый индекс — 28320. Телефонный код — 5237. Код КОАТУУ — 3524981902.

## Местный совет
28320, Кировоградская обл., Петровский р-н, с. Зелёное, ул. Дружбы, 4